# Lakeland North (Washington)
Lakeland North  est une census-designated place américaine de l'État de Washington dans le comté de King. 
La population était de 12 942 habitants en 2010.